# Архонт басилевс
Архонт басилевс (дав.-гр. ἄρχων βασιλεύς; árchōn basileús) — грецький титул, що означає «царський магістрат». Термін утворений від слів archon «магістрат» і basileus «цар» або «державець».
Більшість сучасних учених стверджують, що у класичних Афінах архонт-басилів був останнім залишком монархії. Хоча більша частина його повноважень, на їхню думку, була передана іншим інститутам, таким як Ареопаг, а пізніше Буле та Еклезія, він все ще номінально займав високе становище в афінському суспільстві, поряд з архонтом епонімом та полемархом. До обов'язків архонта-басилея входив нагляд за організацією релігійних обрядів та головування на судових процесах у справах про вбивства.
Існує традиція, що спочатку архонт басилевс обирався з афінської аристократії кожні десять років. Після 683 року до н. строк посади тривав лише рік, а після реформ Солона, архонт басилевс почав обиратися з найбагатших афінян, пентакосіомедимної (дав.-гр. Πεντακοσιομέδιμνοι), «людей з 500 бушелями», а не з евпатридів (аристократичних сімей). Після 487 року до н. архонти стали призначатися за жеребом. Вважається, що дружина архонта-басилея, басілінна, повинна була вийти заміж і поєднатися з богом Діонісом під час фестивалю в Буколейоні в Афінах, щоб забезпечити безпеку міста. Однак це була важлива роль для жінки, яка, за словами Плутарха і Солона, інакше була б обмежена будинком і не мала б великого значення. За часів античності жінки в Греції служили жрицями та представляли оракули, подібні до тих, які видавалися в Дельфах.